# Let There Be Rock
Let There Be Rock é o quarto álbum de estúdio da banda de rock australiana, AC/DC. Foi lançado na Austrália em março de 1977, e relançado de forma internacional em julho de 1977. Foi marcado não apenas pela sua qualidade, mas também por ser a última aparição de Mark Evans no baixo.
O álbum foi lançado em DVD em 1997 com o nome de Let There Be Rock: The Movie. Antes, em julho de 1977, foi lançada a versão internacional do álbum, diferindo da original devido à retirada da música "Crabsody In Blue", sendo substituída por uma re-edição de "Problem Child", do álbum Dirty Deeds Done Dirt Cheap.

## Gravação
Em 1977, a banda havia se tornado extremamente bem-sucedida na Austrália (país de origem) e também alcançaram um grau de popularidade bom no Reino Unido e na Europa, em grande parte pela força de seu show ao vivo. No entanto, a Atlantic Records nos Estados Unidos rejeitou o terceiro álbum da banda, Dirty Deeds Done Dirt Cheap, sentindo que a produção não estava à altura, e a banda, que ainda não havia feito uma turnê americana, retornou ao Albert Studios em Sydney para gravar outro álbum. Desde o início, parece que eles pretendiam fazer uma declaração, com o guitarrista Angus Young contando em Behind the Music, do VH1, em 2000, "Eu e Malcolm dissemos: 'Bem, nós realmente queremos muitas guitarras', sabe? Grandes guitarras." O primeiro álbum da banda lançado na Austrália, High Voltage, continha elementos de glam rock, enquanto os sucessivos lançamentos foram gravados aos poucos enquanto o grupo viajava incessantemente e também foram alterados para lançamento internacional. Let There Be Rock, por outro lado, foi gravado de uma só vez e representou uma grande evolução no som da banda, com muitos críticos e fãs citando-o como o primeiro álbum verdadeiro do AC/DC. Em seu livro Highway to Hell: A Vida e Tempos da Lenda do AC/DC, Bon Scott, o autor Clinton Walker observa: "Let There Be Rock foi o primeiro álbum totalmente "arredondado" do AC/DC. A banda finalmente se encontrou."
Let There Be Rock foi produzido pela equipe de produção de George Young e Harry Vanda, que estavam no comando dos álbuns anteriores da banda (George era o irmão mais velho de Angus e Malcolm). De acordo com o livro de memórias de Murray Engelheart, AC/DC: Maximum Rock & Roll, o álbum foi completado em um período de tempo de duas semanas e contou com uma nova abordagem para gravação:
Malcolm tinha notado que alguns artistas de rock, particularmente aqueles no circuito do estádio americano, tinham percebido o poder que tinham em músicas um pouco mais longas e tocando em solos prolongados e hijinks de guitarra em geral ... a tentação de mostrar a competição - os punks emergentes em primeira mão e o soft rock americano na outra - como o rock and roll foi realmente feito foi demais ... O set-up do estúdio no Albert's foi perfeito para o que foi planejado. Todos os amplificadores estavam na mesma sala que os tambores, que estavam posicionados no canto. O som da guitarra se espalhou nos microfones vocais e de bateria, então uma gravação de precisão perfeita foi difícil, mas isso fazia parte do charme.
O resultado foi muito além de qualquer coisa que a banda havia produzido antes no estúdio. A banda reproduz seu som ao vivo, com resultados literalmente explosivos; como relatado em Clifton Walker's Highway to Hell, uma das histórias mais repetidas sobre os métodos de estúdio do AC/DC emana dessas sessões: o amplificador de fumo de Angus durante a gravação da faixa final do álbum, Whole Lotta Rosie. Enquanto ele estava fazendo overdub no solo de guitarra, seu amplificador começou a se fundir e a fumaça começou a encher o estúdio. George Young gesticulou descontroladamente por trás da mesa para continuar. "Não havia jeito", Walker cita o produtor, "nós iríamos parar uma performance de merda por uma razão técnica, como amplificadores explodindo!" Em uma entrevista de 1991 com a Guitar World, Angus lembrou: "O álbum em que mais tocamos foi provavelmente Let There Be Rock. Ao longo desse álbum, há muitos solos de guitarra e muitos intervalos. Eu realmente gosto de alguns deles. A música "Let There Be Rock" era incomum para mim. Eu lembro do meu irmão, George, dizendo no estúdio: "Vamos lá Ang, vamos pegar algo diferente aqui" ... Eu me diverti muito em esse álbum inteiro. Na última faixa, eu me lembro do amplificador explodindo no final. Eu disse: 'Ei, os alto-falantes estão indo!' Você podia ver no estúdio, havia toda essa fumaça e faíscas, e as válvulas estavam brilhando. Ele continuou gritando para mim: "Continue tocando, continue tocando!"

## Lista de faixas
Composições creditadas a Angus Young, Malcolm Young e Bon Scott.

### Austrália (e vinil original internacional)
| N.º | Título                         | Duração |  |
| 1.  | "Go Down" (5:20 para vinil)    | 5:33    |  |
| 2.  | "Dog Eat Dog"                  | 3:35    |  |
| 3.  | "Let There Be Rock"            | 6:07    |  |
| 4.  | "Bad Boy Boogie"               | 4:28    |  |
| 5.  | "Overdose"                     | 6:09    |  |
| 6.  | "Crabsody in Blue"             | 4:45    |  |
| 7.  | "Hell Ain't a Bad Place to Be" | 4:15    |  |
| 8.  | "Whole Lotta Rosie"            | 5:22    |  |

### Internacional
| Lado um |                                          |         |  |
| N.º     | Título                                   | Duração |  |
| 1.      | "Go Down" (Dura 5:18 na versão em vinil) | 5:31    |  |
| 2.      | "Dog Eat Dog"                            | 3:34    |  |
| 3.      | "Let There Be Rock"                      | 6:06    |  |
| 4.      | "Bad Boy Boogie"                         | 4:27    |  |

| Lado dois |                                                               |         |  |
| N.º       | Título                                                        | Duração |  |
| 1.        | "Problem Child"                                               | 5:24    |  |
| 2.        | "Overdose"                                                    | 6:09    |  |
| 3.        | "Hell Ain't a Bad Place to Be" (Dura 4:21 na versão em vinil) | 4:14    |  |
| 4.        | "Whole Lotta Rosie"                                           | 5:24    |  |

## Paradas musicais
| País/Parada (1977)             | Melhor posição |
| ------------------------------ | -------------- |
| Países Baixos (Dutch Charts)   | 10             |
| Nova Zelândia (RMNZ)           | 42             |
| Noruega (VG-lista)             | 37             |
| Suécia (Sverigetopplistan)     | 29             |
| UK Albums Chart (OCC)          | 17             |
| Estados Unidos (Billboard 200) | 154            |

## Créditos
- Bon Scott - vocal
- Angus Young - guitarra solo
- Malcolm Young - guitarra base, voz auxiliar
- Mark Evans - baixo, voz auxiliar
- Phil Rudd - bateria